# Nox (jeu vidéo)
Pour les articles homonymes, voir Nox.
Nox est un jeu vidéo d'action et de rôle développé par Westwood Studios et publié en 2000 par Electronic Arts. Le jeu se déroule dans un univers médiéval-fantastique dans lequel le joueur peut choisir d’incarner un magicien, un druide ou un guerrier afin de combattre les armées de morts-vivants de la Reine nécromancienne pour sauver le monde de Nox.

## Histoire
L'histoire commence par une cinématique présentant un jeune couple américain dont l'homme regarde la télé dans le salon pendant que la reine nécromancienne incante un sort. L'homme se trouve aspiré dans une autre dimension : le monde de Nox. Il atterrit dans un dirigeable et le pilote lui demande qu'avant de repartir dans son monde, il lui rende un petit service.
Le joueur doit alors sauver le monde de la reine des nécromanciens qui regagne de sa puissance et des morts qui l'envahissent. Pour cela, il devra connaître son clan, abattre des morts-vivants, combattre des ogres, trouver et assembler des artefacts, se rendre dans le château de la reine des nécromanciens, déjouer ses pièges et enfin l'affronter dans un combat final. La fin dépend de la classe choisie.
L'histoire est décomposée en douze chapitres.

## Système de jeu

### Personnages
Avant de commencer l'aventure, le joueur doit choisir son personnage parmi trois classes différentes : Magicien, Guerrier et Druide.
Le magicien peut lancer des sorts, les sorts sont appris au fur et à mesure en les trouvant lors des quêtes ou en les achetant. Chaque sort coûte une certaine quantité de mana. L'équipement du magicien est très léger et ses points de vie relativement bas, ce qui fait de lui un bon combattant à distance en particulier pour décimer de grandes masses d'ennemis, mais aussi un personnage très faible au corps à corps et très peu résistant. Par contre, sa capacité maximum de mana est très grande. Le mana est régénéré peu à peu tout le temps mais il existe aussi des sources de manas dont on doit s'approcher pour accélérer l'accroissement du mana. Le magicien peut porter des bâtons magiques ainsi que des baguettes (aux tirs limités). Ses robes sont surtout résistantes aux sorts. Le choix de ce personnage implique donc une difficulté plus élevée que pour les autres.
Le guerrier est l'extrême opposé du magicien, il ne possède pas de sort mais des techniques de combats, il n'a pas besoin de mana et a un grand nombre de points de vie. Dans la même optique, on lui trouve une haute résistance et une grande force. Ses armes sont surtout utilisables au corps à corps (hallebarde, hache, épées puissantes, marteaux...). Le niveau de difficulté de jouabilité du guerrier est moyen.
Le druide peut charmer des monstres dont il possède le charme. Lorsqu'il charme un monstre, celui-ci l'aide à combattre les autres adversaires. Ainsi, le druide acquiert des charmes au fil du jeu, trouvés dans les donjons ou par achat. Cependant, chaque sort lancé fait perdre du mana. À l'instar du magicien, il lui suffit de s'approcher d'une source de mana pour régénérer ses sorts. Le grand avantage du druide est qu'il est polyvalent, c'est-à-dire qu'il est moyen en force, moyen en pouvoir magique, moyen en quantité de points de vie et moyen en quantité de mana. Par ailleurs, le druide peut porter certains des bâtons (plutôt faibles), mais aussi des arcs. L'arc est l'arme la plus puissante, après l'arbalète, associable au druide. Le druide est donc un bon compromis entre la rudesse du guerrier et les finesses tactiques du magicien, il est donc le personnage le plus facile à jouer.
L'aventure est fort différente selon la classe choisie tout en restant dans le même cadre de jeu. Chaque personnage devra accomplir la même tâche à quelques variantes près, mais surtout, avec des capacités et des équipements différents. Le choix du personnage dépend donc du style de jeu du joueur. Ainsi, recommencer le jeu avec chaque personnage peut permettre de mieux apprécier l'ensemble. Par certains points de vue, le gameplay du druide et du magicien sont très proches. Par exemple, ces derniers possèdent des sorts qui peuvent régénérer leurs points de vie grâce à de la mana. Or, à de nombreux points de la carte il y a des mines de mana, ce qui leur procure de la vie en quasi illimité. Le guerrier ne possède pas de mana, il devra donc se débrouiller avec les potions de vie et les différents objets pouvant le régénérer.

### Modes de jeu
Deux modes de jeu sont disponibles dans Nox. La mode solo consiste en une succession d'environnements que le joueur doit explorer et dans lesquels il doit combattre des monstres et aider ses alliés. Si le début de la campagne du jeu est identique quelle que soit la classe de personnage choisie, le scénario diverge ensuite et propose une fin différente pour chacun d'entre eux.
Le mode multijoueur en réseau local (LAN) ou sur Internet via des serveurs dédiés de Westwood propose des modes de jeu similaires à ceux d'un jeu de tir à la première personne, incluant les match à mort et la capture du drapeau mais aussi des modes de jeu inédits. Dans le king of the realm, les joueurs doivent par exemple trouver une couronne et la garder, seul celui la portant pouvant marquer des points. En mode flagball, chaque équipe contrôle un drapeau et se dispute une balle avec laquelle ils peuvent marquer des points en l'envoyant sur le drapeau de l'équipe adverse. L'extension NoxQuest introduit également un mode de jeu coopératif dans lequel les joueurs doivent explorer différents environnements, tuer des monstres et collecter des objets.

## Développement

### Début du projet
Le concept du jeu est imaginé en 1995 par Michael Booth, futur directeur technique et concepteur du jeu. Étant un joueur invétéré, celui-ci commence à programmer ses propres jeux sur Apple II et Commodore VIC-20 alors qu’il est encore étudiant et il commence à travailler sur Nox alors qu’il est encore à l’université. Pour l’aider à développer le jeu, il fonde le studio Hyperion Technologies, une société qui travaille également sur le développement de simulateurs de conduites. Après une présentation d’une version de démonstration de Nox à John Hight, un des producteurs de Westwood, lors de la Game Developers Conference de 1997, Westwood décide d’acquérir le projet et l’équipe de développement s’installe alors en Californie.

### Conception
Le jeu est d’abord imaginé par Michael Booth comme une version améliorée du jeu Gauntlet, publié sur Atari en 1985, se focalisant sur des combats de magiciens en temps réel dans l’esprit de Magic : L'Assemblée et de Mortal Kombat. Influencé par les « batailles épiques de magiciens » racontés dans les romans fantastiques, Booth souhaite alors créer un jeu multijoueur de guerre entre magiciens et décide que celui-ci se déroulera dans un univers médiéval-fantastique,. Après le rachat du projet par Westwood, le concept du jeu évolue cependant vers le jeu vidéo de rôle. Deux nouvelles classes — le guerrier et le druide — et une campagne unique sont alors ajoutées dans le jeu.

## Distribution

### Voix françaises
- Laurence Crouzet : Hecubah
- Yves Barsacq : Capitaine
- Gérard Malabat : Jack, Ogre 1, Durwood, Grillf
- Sybille Tureau : Tina, Ingrid, Louve, Miriam
- Frédéric Cerdal : Horrendous, Aldwyn, Archiviste, Ingénieur magicien, Paysan, Villageois 3, Bright Blades, Kincaid, Geôlier, Ogre 2
- Michel Castelain : Horvath, Escroc, Seigneur des ogres, Villageois 7
- Tony Jourdrier : Narrateur, Mordwyn, Mystic, Intendant, Garde 3, Cain, le Druide, Libraire, Apprenti magicien, Villageois 8, Marcus, Frère du mineur, Gardien
- Jean-Pierre Rigaux : Édile Théogrin, Commentateur, Aidan, Villageois 6, Delwin, Morgan, Garde 5, Sam, Wyndyn
- Yann Pichon : Mineur 1, Villageois 1, Garde 1, Marik, William, Belfort, Dant, Hermite, Kalen, Garret Byzanti, Professeur magicien, Contremaître, Mlurgh, Fossoyeur, Lewis, Tavernier
- Jacques Albaret : Nécromancien 1, Alex, Daniel, Prêtre, Villageois 4, Garde 4, Réceptionniste magicien, Brenneth, Griff
- Céline Mauge : Femme 2 & 3, Tanya, Dryade
- Patrick Borg : Garde 2, Candidat guerrier, Bull Byzanti, Villageois 5, Brigadin, Victime du Donjon, Nécromancien 2
- Pierre Tessier : Gearhart, Henrick, Feargus, Villageois triste, Loprock, Villageois 9
- Patrick Béthune : Responsable du tournoi, Villageois 2, Aubergiste, Ganem, Garde du Donjon
- Laurence Bréheret : Julia, Épouse du paysan, Lydia, Erna, Femme 1

- Version française
  - Traduction française : Nathalie Fernandez (Words of Magic)
  - Studio d'enregistrement : Lotus Rose, Paris
  - Test de localisation : Lionel (noremorse) Berrodier

## Accueil
| Nox                   |      |        |
| Média                 | Nat. | Notes  |
| Edge                  | US   | 6/10   |
| Game Revolution       | US   | B+     |
| GameSpot              | US   | 81 %   |
| Gen4                  | FR   | 5/6    |
| IGN                   | US   | 89 %   |
| Jeuxvideo.com         | FR   | 17/20  |
| Joystick              | FR   | 88 %   |
| Compilations de notes |      |        |
| GameRankings          | US   | 81,4 % |

## Postérité
Après la sortie du jeu, Westwood envisage de créer une extension puis une suite. L’extension, baptisée NoxQuest, est publiée sous la forme d’un patch, disponible en téléchargement gratuit le 1er août 2000. Celui-ci se focalise sur l’aspect multijoueur et intègre un certain nombre de nouveaux sorts imaginés lors du développement du jeu mais non implémentés dans la version originale,. Peu après la sortie du patch, Westwood perd les droits de la franchise Nox au bénéfice d’Electronic Arts. L’éditeur décide de ne plus prendre en charge le jeu et ferme ses serveurs officiels et son système de classement en ligne. La suite envisagée par Westwood n’a ainsi jamais été développée.